# ヤンコ・トゥンバセヴィッチ
ヤンコ・トゥンバセヴィッチ（セルビア語: Јанко Тумбасевић, ラテン文字転写: Janko Tumbasević、1985年1月14日 - ）は、モンテネグロとセルビアのサッカー選手。ポジションはミッドフィールダー。

## 経歴
セルビア・スーペルリーガにおいて23-24シーズン終了時点で390試合出場を記録し、通算最多出場記録を保持している。モンテネグロ代表としては2007年の4試合に出場し、6月1日には静岡県小笠山総合運動公園スタジアムで行われたキリンカップサッカー2007・日本代表戦にフル出場した。